# Первенство России по мини-футболу 2014/2015
23-е первенство России среди клубов Высшей лиги проходило с 19 сентября 2014 года по 26 апреля 2015 года. Регулярное первенство проводилось по круговой системе в 4 круга и 14 туров, каждый из которых состоял из двух «спаренных» матчей. По итогам плей-офф победителем Первенства стал МФК «Ухта», в финале дважды одолевший МФК «Алмаз-АЛРОСА» — 7:5 и 6:4.

## Участники
- Алмаз-АЛРОСА (Мирный)
- Беркут (Грозный)
- Заря (Якутск)
- Зенит-Саратов (Саратов)
- Ишим-Тюмень-2 (Тюмень)
- Портовик (Владивосток)
- Ухта (Ухта)
- Факел (Сургут)

## Регулярное первенство

### Итоговое положение команд
| М | Команда       | И  | В  | Н | П  | Мячи      | ±    | О  | Примечания |
| - | ------------- | -- | -- | - | -- | --------- | ---- | -- | ---------- |
| 1 | Алмаз-АЛРОСА  | 28 | 19 | 5 | 4  | 168 − 86  | +82  | 62 | Плей-офф   |
| 2 | Факел         | 28 | 17 | 7 | 4  | 160 − 119 | +41  | 58 | Плей-офф   |
| 3 | Ухта          | 28 | 17 | 5 | 6  | 163 − 112 | +51  | 56 | Плей-офф   |
| 4 | Ишим-Тюмень-2 | 28 | 15 | 7 | 6  | 131 − 73  | +58  | 52 | Плей-офф   |
| 5 | Заря          | 28 | 8  | 9 | 11 | 130 − 120 | +10  | 33 | Плей-офф   |
| 6 | Зенит-Саратов | 28 | 7  | 6 | 15 | 118 − 143 | −25  | 27 | Плей-офф   |
| 7 | Беркут        | 28 | 6  | 2 | 20 | 96 − 185  | −89  | 20 |            |
| 8 | Портовик      | 28 | 2  | 1 | 25 | 92 − 220  | −128 | 7  |            |

## Плей-офф
Серии плей-офф состоят из двух матчей, второй из которых проходит на площадке команды, занявшей более высокое место в регулярном первенстве. Две лучшие команды регулярного первенства («Факел» и «Алмаз-АЛРОСА») принимают участие в плей-офф, начиная с полуфинала.

### 1/4 финала
| Команда 1     | Итог | Команда 2     | 1-й матч | 2-й матч |
| ------------- | ---- | ------------- | -------- | -------- |
| Зенит-Саратов | 5:9  | Ухта          | 4:1(3:1) | 1:8(1:5) |
| Заря          | 4:5  | Ишим-Тюмень-2 | 1:2(0:1) | 3:3(1:3) |

### 1/2 финала
| Команда 1     | Итог | Команда 2    | 1-й матч | 2-й матч                |
| ------------- | ---- | ------------ | -------- | ----------------------- |
| Ишим-Тюмень-2 | 5:8  | Алмаз-АЛРОСА | 3:5(1:0) | 2:3(1:2)                |
| Ухта          | 6:5  | Факел        | 2:3(2:1) | 4:2(1:0, 2:2, 0:0, 1:0) |

### Серия за 3 место
| Команда 1     | Итог | Команда 2 | 1-й матч | 2-й матч |
| ------------- | ---- | --------- | -------- | -------- |
| Ишим-Тюмень-2 | 8:3  | Факел     | 3:1(0:0) | 5:2(1:0) |

### Финал
| Команда 1 | Итог | Команда 2    | 1-й матч | 2-й матч |
| --------- | ---- | ------------ | -------- | -------- |
| Ухта      | 13:9 | Алмаз-АЛРОСА | 7:5(3:0) | 6:4(3:1) |

## Повышение в классе
Победитель первенства Высшей лиги - "Ухта" по итогам сезона принял решение о переходе в Суперлигу.